# Sélections olympiques américaines d'athlétisme 1992
Les sélections olympiques américaines d'athlétisme 1992 ont eu lieu du 19 au 28 juin 1992 au Tad Gormley Stadium de La Nouvelle-Orléans, en Louisiane. 
Pour la première fois de l'histoire de l'athlétisme des États-Unis, une seule compétition fait office de championnat des États-Unis et de sélection pour les Jeux olympiques, les deux événements étant distincts jusqu'en 1988.

## Résultats

### Hommes
| Épreuves | 1er                            | 2e                               | 3e                                |
| --- | ------------------------------ | -------------------------------- | --------------------------------- |
| 100 m Vent : -0,7 m/s | Dennis Mitchell 10 s 09        | Mark Witherspoon 10 s 09         | Leroy Burrell 10 s 10             |
| 200 m Vent : +1,0 m/s | Michael Johnson 19 s 79        | Mike Marsh 19 s 86               | Michael Bates 20 s 14             |
| 400 m | Danny Everett 43 s 81          | Steve Lewis 44 s 08              | Quincy Watts 44 s 22              |
| 800 m | Johnny Gray 1 min 42 s 80      | Mark Everett 1 min 43 s 67       | José Parrilla 1 min 43 s 97       |
| 1 500 m | Jim Spivey 3 min 36 s 24       | Steve Holman 3 min 36 s 48       | Terrance Herrington 3 min 37 s 14 |
| 5 000 m | John Trauttmann 13 min 40 s 30 | Robert Kennedy 13 min 41 s 22    | John Gregorek 13 min 42 s 20      |
| 10 000 m | Todd Williams 28 min 19 s 82   | Ken Martin 28 min 31 s 06        | Aaron Ramirez 28 min 32 s 54      |
| Marathon | Steve Spence 2 h 12 min 43 s   | Ed Eyestone 2 h 12 min 51 s      | Bob Kempainen 2 h 12 min 54 s     |
| 20 km marche | Allen James 1 h 29 min 38 s    | Gary Morgan (en) 1 h 30 min 23 s | Jonathan Matthews 1 h 30 min 39 s |
| 50 km marche | Carl Schueller 4 h 02 min 10 s | Herm Nelson 4 h 04 min 38 s      | Marco Evoniuk 4 h 09 min 44 s     |
| 110 m haies Vent : +0,0 m/s | Jack Pierce 13 s 13            | Tony Dees 13 s 23                | Arthur Blake 13 s 30              |
| 400 m haies | Kevin Young 47 s 89            | David Patrick 48 s 01            | McClinton Neal 48 s 52            |
| 3 000 m steeple | Brian Diemer 8 min 16 s 56     | Mark Croghan 8 min 16 s 87       | Danny Lopez 8 min 16 s 88         |
| Saut en hauteur | Hollis Conway 2,35             | Darrin Plab 2,35 m               | Charles Austin 2,32 m             |
| Saut à la perche | Tim Bright 5,80 m              | Dave Volz 5,80 m                 | Kory Tarpenning 5,80 m            |
| Saut en longueur | Mike Powell 8,62 m             | Carl Lewis 8,53 m                | Joe Greene 8,26 m                 |
| Triple saut | Charles Simpkins 17,86 m       | Mike Conley 17,68 m              | John Tillman 17,25 m              |
| Poids | Mike Stulce 21,48 m            | Jim Doehring 21,08 m             | Ron Backes 20,77 m                |
| Disque | Anthony Washington 64,56 m     | Mike Buncic 63,30 m              | Carlos Scott 63,24 m              |
| Marteau | Jud Logan 80,12 m              | Lance Deal 79,94 m               | Ken Flax 77,56 m                  |
| Javelot | Tom Pukstys 79,98 m            | Mike Barnett 78,22 m             | Brian Crouser 77,60 m             |
| Décathlon | Dave Johnson 8 649 pts         | Aric Long 8 237 pts              | Rob Muzzio 8 163 pts              |
| Records et Performances - AR : Record continental (area record) - CR : Record des championnats (championship record) - MR : Record du meeting (meet record) - NR : Record national (national record) - OR : Record olympique (olympic record) - PR : Record paralympique (paralympic record) - PB : Record personnel (personal best) - SB : Meilleure performance personnelle de la saison (season's best) - WL : Meilleure performance mondiale de l'année (world leader) - WJR : Record du monde junior (world junior record) - WR : Record du monde (world record) Circonstances et Conditions - DNF : N'a pas terminé (did not finish) - DNS : N'a pas pris le départ (did not start) - DQ : Disqualification (disqualification) - NM : Aucun essai valable enregistré (No Mark) - Q : Qualifié « directement » au prochain tour (ou à la prochaine compétition), lors d'une compétition majeure, grâce au classement ou à la réalisation des minima (automatic qualifier) - q : Qualifié au prochain tour (ou à la prochaine compétition), lors d'une compétition majeure, grâce au repêchage ou à la réalisation de l'une des meilleures performances parmi celles des « non qualifiés directement » (grâce au meilleur temps ou à la meilleure distance par exemple) (secondary qualifier) |                                |                                  |                                   |

### Femmes
| Épreuves | 1re                            | 2e                              | 3e                                    |
| --- | ------------------------------ | ------------------------------- | ------------------------------------- |
| 100 m Vent : -0,5 m/s | Gwen Torrence 10 s 97          | Gail Devers 11 s 02             | Evelyn Ashford 11 s 17                |
| 200 m Vent : +0,8 m/s | Gwen Torrence 22 s 03          | Carlette Guidry 22 s 24         | Michelle Finn 22 s 51                 |
| 400 m | Rochelle Stevens 50 s 22       | Jearl Miles 50 s 30             | Natasha Kaiser 50 s 42                |
| 800 m | Joetta Clark 1 min 58 s 47     | Julie Jenkins 1 min 59 s 15     | Meredith Rainey 1 min 59 s 18         |
| 1 500 m | Regina Jacobs 4 min 03 s 72    | PattiSue Plumer 4 min 04 s 04   | Suzy Hamilton 4 min 04 s 53           |
| 3 000 m | PattiSue Plumer 8 min 40 s 98  | Shelly Steely 8 min 41 s 28     | Annette Peters 8 min 42 s 31          |
| 10 000 m | Lynn Jennings 32 min 55 s 96   | Judi St. Hilaire 33 min 03 s 39 | Gwyn Coogan 33 min 04 s 64            |
| Marathon | Janis Klecker 2 h 30 min 12 s  | Cathy O'Brien 2 h 30 min 26 s   | Francie Larrieu-Smith 2 h 30 min 39 s |
| 10 km marche | Debbi Lawrence 45 min 46 s     | Victoria Herazo 46 min 21 s     | Michelle Rohl 46 min 50 s             |
| 110 m haies Vent : +0,4 m/s | Gail Devers 12 s 55            | LaVonna Martin 12 s 71          | Lynda Tolbert 12 s 74                 |
| 400 m haies | Sandra Farmer-Patrick 53 s 62  | Tonja Buford 54 s 75            | Janeene Vickers 54 s 80               |
| Saut en hauteur | Tanya Hugues 1,92 m            | Amber Welty 1,89 m              | Sue Rembao 1,89 m                     |
| Saut en longueur | Jackie Joyner-Kersee 7,08 m    | Sheila Echols 6,91 m            | Sharon Couch 6,67 m                   |
| Poids | Connie Price-Smith 19,06 m     | Ramona Pagel 18,15 m            | Bonnie Dasse 17,81 m                  |
| Disque | Connie Price-Smith 61,72 m     | Carla Garrett 60,54 m           | Penny Neer 59,98 m                    |
| Javelot | Donna Mayhew 57,64 m           | Marilyn Senz 56,88 m            | Meg Foster 55,96 m                    |
| Heptathlon | Jackie Joyner-Kersee 6 695 pts | Cindy Greiner 6 223 pts         | Kym Carter 6 200 pts                  |
| Records et Performances - AR : Record continental (area record) - CR : Record des championnats (championship record) - MR : Record du meeting (meet record) - NR : Record national (national record) - OR : Record olympique (olympic record) - PR : Record paralympique (paralympic record) - PB : Record personnel (personal best) - SB : Meilleure performance personnelle de la saison (season's best) - WL : Meilleure performance mondiale de l'année (world leader) - WJR : Record du monde junior (world junior record) - WR : Record du monde (world record) Circonstances et Conditions - DNF : N'a pas terminé (did not finish) - DNS : N'a pas pris le départ (did not start) - DQ : Disqualification (disqualification) - NM : Aucun essai valable enregistré (No Mark) - Q : Qualifié « directement » au prochain tour (ou à la prochaine compétition), lors d'une compétition majeure, grâce au classement ou à la réalisation des minima (automatic qualifier) - q : Qualifié au prochain tour (ou à la prochaine compétition), lors d'une compétition majeure, grâce au repêchage ou à la réalisation de l'une des meilleures performances parmi celles des « non qualifiés directement » (grâce au meilleur temps ou à la meilleure distance par exemple) (secondary qualifier) |                                |                                 |                                       |